# Усть-Курья (Алтайский край)
Усть-Курья — посёлок в Хабарском районе Алтайского края России. Входит в состав Коротоякского сельсовета.

## История
Основан в 1876 году. В 1928 г. деревня Усть-Курья состояла из 126 хозяйств, основное население — русские. Центр Усть-Курьинского сельсовета Хабарского района Славгородского округа Сибирского края.

## Население
| 1997 | 1998 | 1999 | 2000 | 2001 | 2002 | 2003 |
| ---- | ---- | ---- | ---- | ---- | ---- | ---- |
| 211  | ↘209 | ↗223 | ↘206 | ↘204 | ↘202 | ↘192 |
| 2004 | 2005 | 2006 | 2007 | 2008 | 2009 | 2010 |
| ↗202 | ↗203 | ↘195 | ↘194 | ↗199 | ↘192 | ↘163 |
| 2011 | 2012 | 2013 |      |      |      |      |
| ↗164 | ↘157 | →157 |      |      |      |      |